# Adam Hochschild

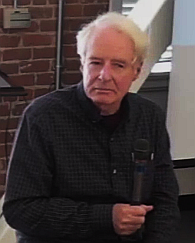
Adam Hochschild (2017)

Adam Hochschild (geboren 5. Oktober 1942 in New York City) ist ein US-amerikanischer Journalist und Schriftsteller.

## Leben
Hochschild besuchte die High School in Pomfret im Windham County (Connecticut). Wichtige politische Erfahrungen, die sich auch in seiner späteren journalistischen und schriftstellerischen Arbeit niederschlugen, waren Anfang der 1960er-Jahre während seiner Studentenzeit die mehrmonatige Mitarbeit bei einer gegen die Apartheid ausgerichteten Zeitung in Südafrika, Erfahrungen als civil rights worker 1964 in Mississippi und Hochschilds Engagement in der Bewegung gegen den Vietnamkrieg.
Nach langjähriger Arbeit als Tageszeitungsjournalist war er ein Mitarbeiter von Ramparts, einem von 1962 bis 1975 bestehenden, linksgerichteten politisch-literarischen Magazin und Vorläufer von Mother Jones, zu deren Gründern und Herausgeber-Team Mitte bis Ende der 70er-Jahre Hochschild gehörte.
Zu den weiteren Zeitschriften und Magazinen, für die Hochschild schrieb bzw. schreibt, zählen The New Yorker, Harper’s Magazine, The New York Review of Books, The New York Times Magazine und The Nation. Außerdem war er ein Kommentator beim National-Public-Radio-Nachrichtenprogramm All Things Considered.
Hochschilds erstes Buch Half the Way Home: a Memoir of Father and Son ist autobiografisch und erschien 1986; es beschreibt das schwierige Verhältnis zwischen seinem Vater und ihm. Die Mehrzahl seiner nachfolgenden Bücher behandelt Herrschaft und Unterdrückung (und Formen des Widerstandes dagegen) im Kontext des Kolonialismus. Am bekanntesten und am häufigsten ausgezeichnet wurde seine Arbeit King Leopold's Ghost: A Story of Greed, Terror, and Heroism in Colonial Africa (1998; dt. 2000 als Schatten über dem Kongo. Die Geschichte eines der großen, fast vergessenen Menschheitsverbrechen), die sich mit dem belgischen König Leopold II. und den Kongogräueln, dem weitgehend verdrängten Mord an mehreren Millionen Kongolesen zwischen 1885 und 1908, auseinandersetzt.
Im Oktober 2016 veröffentlichte Hochschild gemeinsam mit Todd Gitlin, Peter Beinart, Michael Walzer, Edward Witten, u. a. einen offenen Brief im New York Review of Books, der zu einem gezielten Boykott israelischer Siedlungen in den besetzten Gebieten auffordert.
Hochschild lehrte Writing an der Graduate School of Journalism der University of California, Berkeley. Er lebt in San Francisco, ist verheiratet mit der Soziologin und Autorin Arlie Russell Hochschild und mit ihr Vater zweier Söhne.

## Auszeichnungen (Auswahl)
- 1999 – Duff Cooper Prize (Großbritannien) für King Leopold's Ghost
- 1999 – Lionel Gelber Prize (Kanada) für King Leopold's Ghost
- 2005 – Los Angeles Times Book Prize für Bury the Chains
- 2006 – Lionel Gelber Prize (Kanada) für Bury the Chains
- 2012 – Dayton Literary Peace Prize für To End all Wars
- 2014 – Aufnahme in die American Academy of Arts and Sciences

## Werke
- Half the Way Home: a Memoir of Father and Son (1986)
- The Mirror at Midnight: a South African Journey (1990; Neuausgabe 2007)
- The Unquiet Ghost: Russians Remember Stalin (1994; Neuausgabe 2003)
  - dt.: Stalins Schatten. Gespräche mit Russen heute, Steidl, Göttingen 1994, ISBN 3-88243-326-4
- Finding the Trapdoor: Essays, Portraits, Travels (1997)
- King Leopold's Ghost: A Story of Greed, Terror, and Heroism in Colonial Africa (1998; Neuausgabe 2006), ISBN 0-330-49233-0
  - dt.: Schatten über dem Kongo. Die Geschichte eines der großen, fast vergessenen Menschheitsverbrechen, Klett-Cotta, Stuttgart 2000, ISBN 3-608-91973-2
- Bury the Chains: Prophets and Rebels in the Fight to Free an Empire's Slaves (2005; über die Antisklaverei-Bewegung im britischen Empire)
  - dt.: Sprengt die Ketten. Der entscheidende Kampf um die Abschaffung der Sklaverei, Klett-Cotta, Stuttgart 2007, ISBN 3-608-94123-1[4]
- To end all Wars. A Story of Loyalty and Rebellion, 1914–1918, Houghton Mifflin Harcourt, Boston 2011, ISBN 978-0-618-75828-9
  - dt.: Der große Krieg. Der Untergang des alten Europa im Ersten Weltkrieg. 1914–1918. Aus dem Amerikanischen von Hainer Kober, Klett-Cotta, Stuttgart 2013, ISBN 978-3-608-94695-6
- Spain in Our Hearts: Americans in the Spanish Civil War, 1936–1939. Pan, London 2017, ISBN 978-1-5098-1060-4.
- American Midnight: The Great War, A Violent Peace, And Democracy's Forgotten Crisis